# 一色萌
一色 萌（ひいろ もえ、5月27日 - ）は、日本の女性アイドル。プログレッシヴ・アイドルユニット・XOXO EXTREMEのメンバーで、バンド・re-in.Carnationのヴォーカル。ソロでは「パブロック・アイドル」として活動している。愛称は「萌氏」。東京都出身。

## 略歴
父親が元々ハロー!プロジェクトのファンであり、自らもモーニング娘。のオーディションを受けようとしたが芸能活動禁止の学校に通っていたため叶わなかった。
青山学院大学進学後、渋谷のライブハウスででんぱ組.incのライブを見たことから地下アイドル（ライブアイドル）に興味を持ち、BiSのファンとなる。BiSの追加メンバーオーディションに応募したことを皮切りにメジャーから地下まで40組ほどのアイドルオーディションを受けた後、2016年、xoxo(Kiss&Hug) EXTREME（現XOXO EXTREME）に加入。
2017年7月、トークイベント「SAKA-SAMA Dr.まひるんの『アイドルのTwitterについて考えてみた』討論会！」（LOFT9 Shibuya）に出演。同イベントで共演したDr.まひるん（現すずめ園（自由律俳句ユニット「ひだりききクラブ」））、HASEGAWA BEET（HAMIDASYSTEM、現RISA（クロスノエシス））との3人による「若干文字数多めなタイプのアイドル女子会」（#もじドル）が同年9月より2019年2月まで高円寺パンディットで開催されていた。
2019年にはバンド・re-in.Carnationにヴォーカルとして加入。
2020年11月3日、7インチシングル「Hammer & Bikkle/TAXI」でなりすレコードよりソロデビュー。ソロでは「パブロックアイドル」を打ち出し、B面の「TAXI」（デフ・スクールの日本語カヴァー）はデフ・スクール本人演奏による新録である。
2022年4月23日には、第2弾シングルとしてデイヴ・エドモンズ「トラブル・ボーイズ」の日本語カヴァーをリリースした。
2022年12月21日、加納エミリ書き下ろし楽曲をザ・ファントムギフトのオリジナルメンバー（ナポレオン山岸、サリー久保田、チャーリー森田）が演奏した「ハートにROCK!」を「一色萌とザ・ファントムギフト」名義でリリースする。

## 人物・エピソード
父親にはアイドルであることは伝えておらず、2019年の年末に父が推しているアイドルと対バンで共演することになり、親バレしそうになったが、そのライブには来場せず事なきを得た。
アイドルとなった後もライブやイベントに観客として足繁く通っており、一時期は音楽ライターの南波一海と現場で顔を合わせる機会が多かった。
特撮好きで、芸名の「一色」（ひいろ）はメンバーカラーの赤色から「緋色」と「ヒーロー」をかけている。
大学では同じ学科の後輩にゆっきゅん（現電影と少年CQ）がおり、トークイベントで共演する機会があったときは「先輩風を吹かせる」と意気込んでいた。

## 作品

### レコード
- 「Hammer & Bikkle/TAXI」（2020年11月3日、なりすレコード）
  - 「TAXI」はデフ・スクール『PARIGI MY DEAR』日本版CD（2021年1月27日、ハヤブサ・ランディング）にボーナストラックとして収録
- 「トラブル・ボーイズ」（2022年4月23日、なりすレコード）
- 一色萌とザ・ファントムギフト「ハートにROCK!」（2022年12月21日、なりすレコード）

### CD
| # | 発売日        | タイトル          | 収録曲 | 備考  |
| - | ------------- | ----------------- | --- | ----- |
| 1 | 2023年2月23日 | SINGLES 2020-2022 | 1. Hammer & Bikkle 2. TAXI! 3. トラブル・ボーイズ 4. 太陽を盗んだ女 5. ハートにROCK! 6. 永遠の想いEverybody's Got To Learn Sometime | 8cmCD |

### 楽曲参加
- 「永遠の想い（Everybody's Got To Learn Sometime）」（The Korgis『Kool Hits, Kuriosities and Kollaborations』にボーナス・トラックとして収録。「ハートにROCK!」のB面にも収録）
- 「ロマンティック 浮かれモード」（藤本美貴のカバー。ハロー!プロジェクトトリビュート・アルバム『シューティング スター』収録）

## 出演

### ライブ
- Beat Happening!未来POP MUSIC開幕戦!（2018年8月14日、SHIBUYA LUSH）※DJとして出演
- なんてったってハロプロライブ vol.27（2018年9月18日、秋葉原TwinBox GARAGE）※楠芽瑠とともに出演
- なんてったってハロプロライブ vol.31（2019年2月19日、、秋葉原TwinBox GARAGE）※小嶋りんとともに出演
- 楠芽瑠 ワンマンライブ Re: MERU-RiZM 〜夢の架け橋〜 （2019年9月6日、青山RiZM）※ゲスト出演
- The Power to Believe 〜一色萌・浅水るり生誕前夜祭無観客配信ライブ〜（2020年5月23日）※無観客配信、XOXO EXTREME、re-in.Carnation両方で出演
- 土曜の午後のチアフル・ティアフル vol.3（2020年10月3日、渋谷La.mama）※XOXO EXTREME、ソロ両方で出演
- USABENI NIGHT Vol.2（2020年10月23日、TimeOut Cafe&Dinner）
- なりすレコード プチインストア祭（2021年11月3日、HMV record shop 新宿ALTA）
- SAKA-SAMA「空耳かもしれない」&一色萌「Hammer & Bikkle/TAXI」発売記念合同インストアイベント（2020年11月7日、タワーレコード池袋店）
- 天野なつ 1stアルバム 「Across The Great Divide 」アナログ盤発売記念ライヴ（2020年11月7日、渋谷La.mama）
- 「The Trick Is Under The Table」 ジャック達ワンマン・ライブ（2020年11月14日、MANDA-LA2）※ゲスト出演
- なりすレコードpresents クリスマス・スペシャル「帰ってきたソフトクリームフェスティバル vol.2」（2020年12月24日、渋谷La.mama）※XOXO EXTREME、ソロ両方で出演
- 一色萌生誕ライブ〜萌フェス'2021〜（2021年5月29日、高円寺HIGH）※第一部はソロ&re-in.Carnation、第二部はXOXO EXTREMEで出演
- 一色萌「トラブル・ボーイズ」発売記念インストア・ライブ（2022年4月23日、HMV record shop 新宿ALTA）

### トークイベント
- SAKA-SAMA Dr.まひるんの『アイドルのTwitterについて考えてみた』討論会！（2017年7月5日、LOFT9 Shibuya）※小嶋りんとともに出演
- Dr×BEET×HERO〜若干文字数多めなタイプのアイドル女子会（2017年9月6日、高円寺パンディット）
- 若干文字数多めなタイプのアイドル女子会 #もじどる 第二夜（2018年2月6日、高円寺パンディット）
- 若干文字数多めなタイプのアイドル女子会 #もじどる 第三夜（2018年5月28日、高円寺パンディット）
- 若干文字数多めなタイプのアイドル女子会 #もじどる 第四夜（2018年11月12日、高円寺パンディット）
- たまちゃんともえちゃん〜姫乃たま&キスエク一色萌 深海の2人会（2018年12月13日、ネイキッドロフト）
- 若干文字数多めなタイプのアイドル女子会 #もじどる たぶん最後の夜（2019年2月25日、高円寺パンディット）
- 第58回日本SF大会 彩こん Sci-con アイドル×SF交流企画（トークショー）（2019年7月27日、大宮ソニックシティ603号室）
- 絶対合格！キスエクと学ぶ「夏のプログレッシブロック強化講座」（2019年7月31日、高円寺パンディット）※楠芽瑠とともに出演
- Beat Happening!六本木夏祭りPANIC!第1夜。（2019年8月5日、六本木VARIT）※桐亜（cana÷biss）とのトーク
- 中村ソゼのオフラインサロン vol.3（2019年11月14日、高円寺パンディット）
- アイドルシンギュラリティ! vol.2（2019年12月10日、ネイキッドロフト）
- キスエク主催 小岩/KOIWA＜夕方の部＞ アイドル好きアイドルによるトークライブ（2020年3月15日、小岩オルフェウス）
- アイドル投げ飯食堂 2号店（2020年8月12日、阿佐ヶ谷ロフトA）※無観客配信
- 黒月特撮アカデミア〈壱〉（2020年9月26日、横浜LIVEBAR黒月）
- アイドルにも事情がある〜3人が活動についてのもやもやを語る夜〜（2020年12月2日、高円寺パンディット）
- 黒月特撮アカデミア 弐（2020年12月13日、横浜LIVEBAR黒月）
- 怠田ユニの愛・アイドル 〜グレートフルでエクストリームな本現場〜（2020年12月14日、ROCK CAFE LOFT）
- "繋がる"アイドル2人会 第1回 もえちゃんとおかきさん（2021年1月29日）※無観客配信
- ライター入門、校正入門、ずっと入門。（2021年1月25日（vol.0） - 12月22日（vol.11）、LOFT HEAVEN）※無観客配信（全12回）
- Dr.芝原×大内ライダー VR古生物学第一部「特撮アカデミア 03」（2021年5月23日、まんだらけ STUDIO Mandaray）
- アイドルにも事情があるオンライン〜3人がアイドル活動についてのもやもやを語る夜〜（2021年5月26日）※無観客配信
- アイドルの「歌」ってどうせアレでしょ？と言わせたくない研究会（2021年6月15日）※無観客配信
- 南一花の一花鼎談（2021年6月24日、歌舞伎町Sparkle）
- THE FLOWERS OF PASSION (情熱の華）ep2上映会（2021年7月15日、代官山シアターギルド）※上映後トーク。小嶋りん、浅水るりとともに出演
- カレーとマンホール 一色萌とすずめ園がひたすら好きなものを語る会（2021年7月19日）※無観客配信
- 先生！先パイ！ねぇねぇ教えて！ DJしゅりんごへの道（2021年11月15日、LOFT HEAVEN）
- #2021年もまたカレー食べてた研究部 一色萌と出雲にっき2人会（2021年12月10日）※無観客配信
- わたしがいちばんオタクだったころ（2022年2月17日、阿佐ヶ谷ロフトA）
- おこたそ・たまあん・萌氏のアイドル波乱万丈（2022年5月16日、阿佐ヶ谷ロフトA）

### 舞台
- 13月の女の子（2019年6月28日 - 7月7日、シアターモリエール）

### ラジオ
- ギュウゾウと一色萌の雷ヘッドライナー（RADIO BERRY（FM栃木）、2023年7月3日（2日深夜) - ）

## 連載
- キスエク・一色萌のアイドル、色々。（MOGU2NEWS、2018年6月8日 - ）
- 一色萌のスーパー戦隊コラム（日刊ビビビ、2020年12月7日 - ）